# Rover 75
 Denne artikel omhandler den øvre mellemklassebil bygget mellem 1999 og 2005. Opslagsordet har også en anden betydning, se Rover 75 (flertydig).
 Ikke at forveksle med Alfa Romeo 75 og Audi 75.
Rover 75 (type RJ) var en øvre mellemklassebil fremstillet af den britiske bilfabrikant Rover mellem starten af 1999 og midten af 2005. Ud over sedanversionen fandtes modellen fra starten af 2001 også som stationcar (Rover 75 Tourer) samt i sportsversioner under navnet MG ZT og MG ZT-T (Tourer). Produktionen af alle disse modeller blev indstillet i maj 2005, da MG Rover Group gik konkurs.

## Historie
75 kom på markedet i januar 1999, mens Rover endnu hørte til BMW-koncernen. Den afløste både 600- og 800-serierne. Rover 75 blev i modsætning til sine forgængere, som begge var udviklet af Honda, fuldstændig udviklet af Rover selv, men med ringe indflydelse fra BMW's side og brug af en hel række af deres reservedele. Dieselversionen CDT (85 kW/115 hk) havde samme motor som BMW 318d (E46), mens benzinversionerne brugte Rovers egne K-serie-motorer (1,8 liter 4 cylindre, 88 kW/120 hk) hhv. KV6-serie (2,0 og 2,5 liter V6, 110 kW/150 hk hhv. 130 kW/177 hk).
Bilen blev rost for sine meget gode køreegenskaber, sit egenvilligt afrundede kabineudstyr, sin kvalitet og sin traditionelle engelske stil. Designet blev lavet af Richard Woolley, som allerede tidligere havde designet Rover 600. Kritikere fandt stylingens "retrostil" henvendt specielt til ældre købere. Ikke desto mindre vandt modellen en række internationale priser, herunder enkelte for sit elegante design.
Produktionen fandt oprindeligt sted i Cowley, men blev efter Rovers adskillelse fra BMW-koncernen i 2000 flyttet til Longbridge.
I januar 2001 fulgte en stationcarversion med tilnavnet Tourer, og i oktober samme år fulgte MG ZT og stationcarversionen MG ZT-T.
- Bagfra
- Rover 75 Tourer (2001−2004)

### Facelift
I starten af 2004 modificerede Rover designet på 75 for at give den et mere moderne udseende. Det nye design blev modtaget med forskellige følelser af fagpressen, og få måneder senere fulgte en V8-model med baghjulstræk og en helt anderledes kølergrill.
Det siges, at denne kølergrill er inspireret af tidlige V8-modeller fra Rover, mens andre siger at den mindre om nyere Audi'er. En Pullman-limousine med længere akselafstand, kaldet Rover 75 Vanden Plas, og en 20 cm større længde havde ligeledes denne anderledes kølergrill.
På de eksisterende modeller begrænsede faceliftet sig ikke kun til rene udvendige detaljer, også motorprogrammet blev udvidet med CDTi-modellen med en dieselmotor på 96 kW/130 hk og 1,8-liters turbobenzinmotoren med 110 kW/150 hk.
- Rover 75 (2004–2005)
- Bagfra
- Rover 75 Tourer (2004–2005)

### Roewe 750
Efter MG Rover Group's konkurs blev byggeplanerne for Rover 75 solgt til Shanghai Automotive Industry Corporation og produktionsanlæggene og -maskinerne til Nanjing Automotive Company. Under det nye fælles mærke Roewe blev produktionen, teknisk såvel som optisk modificeret, fra 2006 videreført under navnet Roewe 750.

## Tekniske data
|                                                | 1.8                             | 1.8 Turbo                       | 2.0 V6                           | 2.5 V6                           | 2.5 V6               | 4.6 V8                 | 2.0 CDT                      | 2.0 CDTi                     |
| Byggeperiode                                   | 1/1999−5/2005                   | 5/2003−5/2005                   | 1/1999−1/2004                    | 1/1999−5/2005                    | 1/2004−5/2005        | 1/2004−5/2005          | 1/1999−5/2005                | 2/2003−5/2005                |
| Motordata                                      |                                 |                                 |                                  |                                  |                      |                        |                              |                              |
| Motorfabrikat                                  | Rover                           | Rover                           | Rover                            | Rover                            | Rover                | Ford                   | BMW                          | BMW                          |
| Motorkode                                      | 18K4F/K 1.8                     | 18K4G                           | 20 K4F                           | 25 K4F/KV6                       |                      | Modular                | M 47 R                       | 204D2                        |
| Motortype                                      | R4-benzinmotor                  | R4-benzinmotor                  | V6-benzinmotor                   | V6-benzinmotor                   | V6-benzinmotor       | V8-benzinmotor         | R4-dieselmotor               | R4-dieselmotor               |
| Antal ventiler pr. cylinder                    | 4                               | 4                               | 4                                | 4                                | 4                    | 2                      | 4                            | 4                            |
| Ventilstyring                                  | DOHC, tandrem                   | DOHC, tandrem                   | 2 × DOHC, tandrem                | 2 × DOHC, tandrem                | 2 × DOHC, tandrem    | 2 × OHC, kæde          | DOHC, kæde                   | DOHC, kæde                   |
| Fødesystem                                     | Multipoint                      | Multipoint                      | Multipoint                       | Multipoint                       | Multipoint           | Multipoint             | Commonrail                   | Commonrail                   |
| Trykladning                                    | –                               | Turbolader, ladeluftkøler       | –                                | –                                | –                    | –                      | Turbolader, intercooler      | Turbolader, intercooler      |
| Køling                                         | Vandkøling                      | Vandkøling                      | Vandkøling                       | Vandkøling                       | Vandkøling           | Vandkøling             | Vandkøling                   | Vandkøling                   |
| Boring × slaglængde                            | 80,0 × 89,3 mm                  | 80,0 × 89,3 mm                  | 80,0 × 66,2 mm                   | 80,0 × 82,8 mm                   | 80,0 × 82,8 mm       | 90,2 × 90,0 mm         | 84,0 × 88,0 mm               | 84,0 × 88,0 mm               |
| Slagvolume                                     | 1796 cm³                        | 1796 cm³                        | 1997 cm³                         | 2497 cm³                         | 2497 cm³             | 4601 cm³               | 1951 cm³                     | 1951 cm³                     |
| Kompressionsforhold                            | 10,5:1                          | 9,2:1                           | 10,5:1                           | 10,5:1                           | 10,5:1               | 9,4:1                  | 18,0:1                       | 18,0:1                       |
| Maks. effekt ved omdr./min.                    | 88 kW (120 hk) 5500             | 110 kW (150 hk) 5500            | 110 kW (150 hk) 6500             | 130 kW (177 hk) 6500             | 140 kW (190 hk) 6500 | 191 kW (260 hk) 5000   | 85 kW (115 hk) 4000          | 96 kW (130 hk) 4000          |
| Maks. drejningsmoment ved omdr./min.           | 160 Nm 4000                     | 215 Nm 2100                     | 185 Nm 4000                      | 240 Nm 4000                      | 245 Nm 4000          | 410 Nm 4000            | 260 Nm 2000                  | 300 Nm 1900                  |
| Kraftoverførsel                                |                                 |                                 |                                  |                                  |                      |                        |                              |                              |
| Drivende hjul                                  | Forhjul                         | Forhjul                         | Forhjul                          | Forhjul                          | Forhjul              | Baghjul                | Forhjul                      | Forhjul                      |
| Gearkasse (standardudstyr)                     | 5-trins manuel                  | 5-trins manuel                  | 5-trins manuel                   | 5-trins manuel                   | 5-trins manuel       | 4-trins automatisk     | 5-trins manuel               | 5-trins manuel               |
| Gearkasse (ekstraudstyr)                       | 5-trins automatisk              | 5-trins automatisk              | 5-trins automatisk               | 5-trins automatisk               | –                    | –                      | 5-trins automatisk           | 5-trins automatisk           |
| Præstationer (75)1                             |                                 |                                 |                                  |                                  |                      |                        |                              |                              |
| Topfart                                        | 195 km/t (190 km/t)             | 210 km/t (205 km/t)             | 210 km/t (205 km/t)              | 220 km/t (215 km/t)              | 225 km/t             | (243 km/t)             | 193 km/t (190 km/t)          | 193 km/t (190 km/t)          |
| Acceleration 0-100 km/t                        | 11,6 sek. (13,2 sek.)           | 9,1 sek. (10,0 sek.)            | 9,6 sek. (10,8 sek.)             | 8,8 sek. (9,5 sek.)              | 8,2 sek.             | (7,2 sek.)             | 11,0 sek. (12,3 sek.)        | 11,0 sek. (12,3 sek.)        |
| Brændstofforbrug pr. 100 km ved blandet kørsel | 7,8 liter (9,4 liter) Blyfri 95 | 8,0 liter (8,9 liter) Blyfri 95 | 9,6 liter (10,3 liter) Blyfri 95 | 9,6 liter (10,5 liter) Blyfri 95 | 9,9 liter Blyfri 95  | (13,4 liter) Blyfri 95 | 5,8 liter (6,9 liter) Diesel | 5,8 liter (6,9 liter) Diesel |
| CO2-udslip ved blandet kørsel                  | 185 g/km (224 g/km)             | 193 g/km (214 g/km)             | 232 g/km (274 g/km)              | 249 g/km                         | 235 g/km             |                        | 163 g/km (190 g/km)          | 163 g/km (190 g/km)          |
| Præstationer (Variant)1                        |                                 |                                 |                                  |                                  |                      |                        |                              |                              |
| Topfart                                        | 188 km/t (182 km/t)             | 203 km/t (200 km/t)             | 201 km/t (198 km/t)              | 211 km/t (205 km/t)              | 220 km/t             | (237 km/t)             | 185 km/t (182 km/t)          | 185 km/t (182 km/t)          |
| Acceleration 0-100 km/t                        | 12,2 sek. (14,0 sek.)           | 10,0 sek. (10,8 sek.)           | 10,8 sek. (12,5 sek.)            | 9,4 sek. (10,2 sek.)             | 8,7 sek.             | (7,4 sek.)             | 12,3 sek. (13,8 sek.)        | 12,3 sek. (13,8 sek.)        |
| Brændstofforbrug pr. 100 km ved blandet kørsel | 7,8 liter (9,4 liter) Blyfri 95 | 8,0 liter (8,9 liter) Blyfri 95 | 9,4 liter (10,7 liter) Blyfri 95 | 10,6 liter Blyfri 95             | 9,8 liter Blyfri 95  | (13,4 liter) Blyfri 95 | 5,8 liter (6,9 liter) Diesel | 5,8 liter (6,9 liter) Diesel |
| CO2-udslip ved blandet kørsel                  | 185 g/km (224 g/km)             | 193 g/km (214 g/km)             | 228 g/km (255 g/km)              | 254 g/km                         | 235 g/km             |                        | 163 g/km (190 g/km)          | 163 g/km (190 g/km)          |

## Svage sider
Versionerne med benzinmotor er ikke E10-kompatible.

## Versioner
1999−2004
- Classic
- Classic SE
- Club (Tyskland: Charme)
- Club SE
- Connoisseur (Tyskland: Celeste)
- Connoisseur SE
- Vanden Plas (med 200 mm længere akselafstand)

2004−2005 (facelift)
- Classic
- Connoisseur (Tyskland: Charme L)
- Connoisseur SE (Tyskland: Celeste L)

- Contemporary (Tyskland: Charme S)
- Contemporary SE (Tyskland: Celeste S)
- Vanden Plas (med 200 mm længere akselafstand)

2001−2005 (MG ZT og ZT-T)
- CDT/CDTi (med commonrail-turbodieselmotor med 85 kW/115 hk hhv. 96 kW/130 hk)
- 120 (med 1,8 K-serie sugemotor)
- 160/160+ (med 2,5-liters sugemotor, senere i stedet 1,8-liters turbomotor)
- 180+ (med 2,5-liters KV6 og JatCo-automatgear)
- 190 (med 2,5-liters KV6)
- 260 (med 4,6-liters V8 fra Ford Mustang)